# 全國社會保障基金
社會保障基金，簡稱社保基金，是基金的一種。中國大陸的社保基金開始出現於1980年代末，而在2002年已經形成數千億人民幣的規模。目前全國社會保障基金理事會理事長是刘伟。

## 概述
全國社保基金于2000年8月设立，社保基金权益投资始于2001年。在2006年3月已經在香港交易所開戶。外界投資者憧憬QDII的安排，有助社保基金北水南調，推動資本市場的發展。
截至2009年12月31日，全國社保基金會管理的基金資產總額為7765億元，比上年增長38%，其中，基金權益6927億元，較上年增加2123億元。
2009年，全國社保基金投資收益849億元，投資收益率為16.1%，其中，已實現收益426億元，浮盈423億元。截至2011年底，全國社保基金成立9年來累計投資收益2448億元，年均投資收益率為9.75%。
全国社会保障基金理事会2013年年报显示，社保基金会管理的基金资产总额12415.64亿元。其中，社保基金会直接投资资产6697.74亿元，占比53.95％；委托投资资产5717.90亿元，占比46.05％。
2013年，全国社保基金基金权益投资收益额685.87亿元，投资收益率6.20％，超过同期2.6％的通货膨胀率。自成立以来，全国社保基金累计投资收益额4187.38亿元，年均投资收益率8.13％，超过同期2.46％的年均通货膨胀率。
截至2013年年末，中国基本养老保险基金累计结存31275亿元。目前养老保险基金由各级社保部门进行管理。按照现行的政策规定，养老基金只能存银行和买国债。在经济持续增长，人口老龄化趋势加快的形势下，基金的投资范围偏窄、运营效率偏低、贬值缩水的风险越来越凸显。
据人社保部公布的《2013年全国社会保险情况》，2013年3万多亿养老保险基金中只有1920亿元是主动投资于债券、委托运营和协议存款，约占基金总规模的6％，其他资金均被动地存放在银行账户上。中国社科院世界社会保障中心主任郑秉文认为，通过这种投资策略，10多年来养老金收益率平均不到2％，扣除通货膨胀率，年均收益率为负数，处于贬值风险之中。
截至2018年末，社保基金资产总额22353.78億，直接投資資產9915.40億元，佔44.36％，地方委託投資資產12438.38億元，佔55.64％，負債餘額1780.22億元，主要是社保基金在投資運營中形成的短期負債，權益總額為20573.56億元，包括：全國社保基金權益18104.55億元，其中，累計財政性淨撥入9130.89億元人民幣，投資收益額-476.85億元，投資收益率-2.28％，自成立以來的年均投資收益率7.82％，累計投資收益額9,552.16億元。
自从2013年开始，社保基金出现收支不相抵的情况。2019年，收支缺口1.07万亿，2020年扩大到2.35万亿。从2013至2020年，社保基金累计结余的规模总计增长110.6%，同期财政补贴规模增长185.1%，截至2022年，财政补贴占社保基金总收入的比例为27.7%，比2013年上升7.2个百分点。
2021年末，社保基金资产总额30198.10亿元。其中，直接投资资产10213.08亿元，占社保基金资产总额的33.82%；委托投资资产19985.02亿元，占社保基金资产总额的66.18%。
境内投资资产27474.73亿元，占社保基金资产总额的90.98%；境外投资资产2723.37亿元，占社保基金资产总额的9.02%。
截至2021年末，社保基金权益总额为27005.04亿元。其中，全国社保基金权益25980.80亿元，包括累计财政性净拨入10270.94亿元，累计投资增值余额15709.86亿元；个人账户基金权益1024.24亿元，包括委托本金余额524.22亿元，累计投资收益余额500.02亿元。截至2021年末，财政性拨入全国社保基金资金和股份累计10291.62亿元，其中：一般公共预算拨款3548.36亿元，国有股减转持资金和股份2844.13亿元(减持资金971.59亿元，境内转持股票1028.99亿元，境外转持股票843.55亿元)，彩票公益金3899.13亿元。扣除实业投资项目上市时社保基金会作为国有股东履行减持义务累计减少国有股13.88亿元，2009年用于四川地震灾区工伤保险金补助划缴中央财政6.80亿元，中央财政净拨入全国社保基金累计10270.94亿元。
2022年，社保基金投资收益额投资收益额-1380.90亿元，投资收益率-5.07%。這是继2008年、2018年的年度收益率为负后，第三个投资亏损年。

## 種類
社會保障基金之下分為三部份：
1. 社会保险基金：資金來自企业及个人缴费，名堂是养老保险、失业保险、医疗保险、工伤保险和生育保险。
2. 全国社会保障基金：資金來自中央财政拨款、国有股及股权、经国务院批准的其他集资及投资收益。
3. 补充保障基金：資金來自企业及个人缴费补充等。

## 投资
1. 中國銀行 9.99% H股
2. 工商銀行 14.99% H股
3. 交通銀行 11.3%，佔H股24.09%
4. 中信証券 9.94% H股
5. 中國信達 8% 50億元